# Чочиев, Борис Елиозович
Борис Елиозович Чочиев (1 ноября 1957, село Стырком, Цхинвальский район, Юго-Осетинская АО — 22 июля 2021, Владикавказ) — югоосетинский государственный деятель, и. о. премьер-министра Южной Осетии (с 18 августа по 22 октября 2008).

## Биография
В 1982 году окончил биологический факультет Юго-Осетинского государственного педагогического института. Работал в структурах ВЛКСМ (1980—1986), затем в аппарате Юго-Осетинского обкома Компартии Грузии (1986—1991).
В 1991—2001 работал в Комитете по делам национальностей РЮО (с 1993 — Комитет по делам национальностей и миграции): в октябре-декабре 1991 — ведущим специалистом, в декабре 1991-мае 1992 — заместителем председателя, в мае 1992-апреле 2001 — председателем.
1993—2001, одновременно, — член Смешанной контрольной комиссии по урегулированию грузино-осетинского конфликта (СКК) от юго-осетинской стороны.
2001—2008 — Руководитель Юго-Осетинской части СКК, Сопредседатель СКК от юго-осетинской стороны.
Апрель 2001—ноябрь 2003 — Министр по особым поручениям РЮО.
Ноябрь 2003 — ноябрь 2008 — Министр по особым делам РЮО.
31 декабря 2005 по 18 августа 2008, одновременно, — Первый заместитель Председателя Правительства РЮО.
С 18 августа по 22 октября 2008 — исполняющий обязанности председателя правительства. По словам ответственного за раздачу гуманитарной помощи А. Баранкевича, Чочиев отказался выплачивать зарплаты нанятым Баранкевичем на раздачу гумпомощи казакам, что стало одной из причин ухода Баранкевича с поста ответственного за гуманитарную помощь.
Ноябрь 2008 по апрель 2012 — Полномочный Представитель Президента РЮО по вопросам постконфликтного урегулирования.
С апреля 2012 — Руководитель Администрации Президента РЮО.
22 июля 2021 года скончался от коронавируса в больнице во Владикавказе.